# Джон Стінен
Йоганнес Мартінус Стінен (також Джон Стінен, нід. John Stienen; 1972) — нідерландський державний службовець, історик і волонтер.

## Біографія
Джон Стінен отримав ступінь магістра наук з інженерії менеджменту в Технічному університеті Ейндховена. Стінен працює старшим радником з питань політики в Міністерстві внутрішніх справ і відносин Королівства Нідерланди. Працював у Європейській комісії в Брюсселі.

## Діяльність
З початку 21-го століття Джон Стінен є радником Фонду «Супутник», який надає допомогу та реалізує проєкти в Україні.
Серед іншого, він брав участь у проєктах в рамках програми LOGO-East Асоціації нідерландських муніципалітетів. Ця програма була спрямована на підвищення якості місцевих послуг у країнах, які опинилися на нових зовнішніх кордонах Європейського Союзу після його розширення, в тому числі в Україні. Проєкти, в яких Стінен брав участь через «Супутник», реалізовувалися у 2006—2009 роках у Ромнах. Їх реалізовували посадовці з Влардінгена та його міста-партнера Моравської Тржебової в Чехії.
У 2013—2015 роках Стінен проводив аналіз якості українських проїзних документів за дорученням МОМ у зв'язку з бажанням українського уряду запровадити безвізовий режим з ЄС для громадян України.
Під час цієї роботи він став свідком Євромайдану, про який висвітлював у різних нідерландськомовних ЗМІ.
З 2006 року Стінен є спостерігачем від ОБСЄ на кількох виборах, у тому числі на виборах президента України у 2019 році.
Після неспровокованого вторгнення Росії в Україну в лютому 2022 року і міграційної кризи, що стала її наслідком, Джон Стінен співпрацював із посольством України, нідерландськими муніципалітетами та центральним урядом щоб уможливити реєстрацію українських переселенців. Для того, щоб брати участь у суспільстві (навчатися, працювати), що можливо в рамках механізму тимчасового захисту для біженців з України в ЄС, українці в Нідерландах повинні були зареєструватися та отримати унікальний номер обслуговування громадян (BSN).
На пам'ятному заході в Утрехті у 2025 році, з нагоди третьої річниці повномасштабного вторгнення, Стінен прокоментував ситуацію з безпекою в Європі: 
|  | Три роки жахливої війни, яка ставить під загрозу безпеку, по-перше, України, потім Європи, а тепер і всього світового порядку, який був встановлений після Другої світової війни. Для Нідерландів та України важливо стояти разом. І я також думаю, що ми, як Європа, повинні бути більш єдиними, ніж будь-коли, щоб подолати ці виклики. Тому що, якщо ми не будемо разом, ми не будемо сильними. Якщо ми будемо слабкими, ми програємо. |

Він публікує статті на різні теми, в тому числі на українську тематику, пов'язану з Бенілюксом, наприклад, про бельгійця Альберта Газенбрукса, який під час Другої світової війни був на боці УПА, або з українським визвольним рухом у 20-му столітті.

## Нагороди та відзнаки
- медаль «За сприяння Збройним Силам України» (19 серпня 2019) — За вагомий особистий вклад в організацію та надання допомоги особовому складу військових частин і підрозділів Збройних Сил України, підтримання бойового духу захисників державного суверенітету та територіальної цілісності України та з нагоди Дня незалежності України (як радник Президента нідерландського фонду «Супутник»).[15]